# Menesida atricolor
Menesida atricolor là một loài bọ cánh cứng trong họ Cerambycidae.